# Кассіус Балої
Кассіус Балої (англ. Cassius Baloyi; 5 листопада 1974) — південноафриканський професійний боксер, чемпіон світу за версіями IBF (2006, 2008—2009) та IBO (2002—2006, 2007) у другій напівлегкій вазі.

## Професіональна кар'єра
1994 року дебютував на професійному рингу. Вигравши свої перші 14 боїв, 15 листопада 1996 року вийшов на бій проти чемпіона світу за маловідомою версією WBU у другій легшій вазі Френка Толедо (США) і здобув перемогу одностайним рішенням. Провів три успішних захиста, а 24 квітня 1998 року завоював титул чемпіона WBU у напівлегкій вазі, який захистив сім разів, у тому числі проти Стіва Робінсона (Уельс).
3 листопада 2001 року вийшов на бій проти чемпіона WBU у другій напівлегкій вазі Філіпа Н'ду (ПАР) і зазнав першої в кар'єрі поразки одностайним рішенням.
В наступному бою 17 квітня 2002 року завоював вакантний титул чемпіона IBO у другій напівлегкій вазі, який захистив чотири рази.
31 серпня 2005 року в бою за вакантний титул чемпіона IBO у легкій вазі зазнав поразки від Ісаака Глатшвайо (ПАР).
31 травня 2006 року зустрівся в бою за вакантний титул чемпіона IBF у другій напівлегкій вазі з п'ятиразовим чемпіоном світу Мануелем Медіна (Мексика) і здобув перемогу технічним нокаутом у одинадцятому раунді.
29 липня 2006 року в першому захисті титулу чемпіона IBF зазнав поразки від Гейрі Сент-Клера (Гаяна) одностайним рішенням суддів.
Знов завоювавши 3 лютого 2007 року вакантний титул IBO у другій напівлегкій вазі і здобувши перемогу 12 листопада 2007 року в елімінаторі IBF над Гейрі Сент-Клером, який на той час втратив звання чемпіона, 12 квітня 2008 року Балої зустрівся в бою з чемпіоном IBF у другій напівлегкій вазі Мзонке Фана (ПАР) і здобув перемогу рішенням більшості.
Провівши один успішний захист, 18 квітня 2009 року Балої втратив звання чемпіона, зазнавши поразки технічним нокаутом у сьомому раунді від Малколма Классена (ПАР).
1 вересня 2010 року програв бій за вакантний титул чемпіона IBF у другій напівлегкій вазі Мзонке Фана (ПАР), після чого зазнав ще трьох поразок і завершив кар'єру.